# Drammenbanen
Drammenbanen (oprindelig Christiania – Drammenbanen) er en jernbanestrækning mellem Oslo og Drammen i Norge. Banen blev vedtaget bygget af Stortinget 16. juni 1869 og knyttede Drammen til den norske hovedstad da den blev åbnet 7. oktober 1872.
Banen var smalsporet, sporvidden var 1067 mm, som de fleste baner fra det 19. århundrede i Norge. Fornyelsen og opgraderingen af Drammenbanen under første verdenskrig er noget af det mest omfattende, som er udført ved jernbanen i Norge. Banen blev lagt om til normalspor (1435 mm), elektrificeret, og strækningen mellem Sandvika og Oslo V fik dobbeltspor. Drammenbanen blev åbnet som normalsporet bane 11. februar 1920. Elektrificeringen af Oslo V – Brakerøya blev fuldført 26. november 1922 som den første af de statslige baner.
I 1973 blev Lieråstunnelen åbnet og Drammenbanen lagt om mellem Asker og Brakerøya. Den 10,7 kilometer lange tunnel var landets længste, og medførte en radikal forbedring af rejsetiden.
Den gamle strækning blev beholdt mellem Asker og Gullaug, som frem til 1994 var Spikkestadlinjens endestation. I 1994 blev godstrafikken nedlagt, og banen forkortet ved Spikkestad station. Her kører nu NSB's lokaltog Spikkestad – Oslo S – Lillestrøm.
|  | Denne artikel kan blive bedre, hvis der indsættes geografiske koordinater Denne artikel omhandler et emne, som har en geografisk lokation. Du kan hjælpe ved at indsætte koordinater i wikidata. |